# Liste de points extrêmes de Saint-Marin

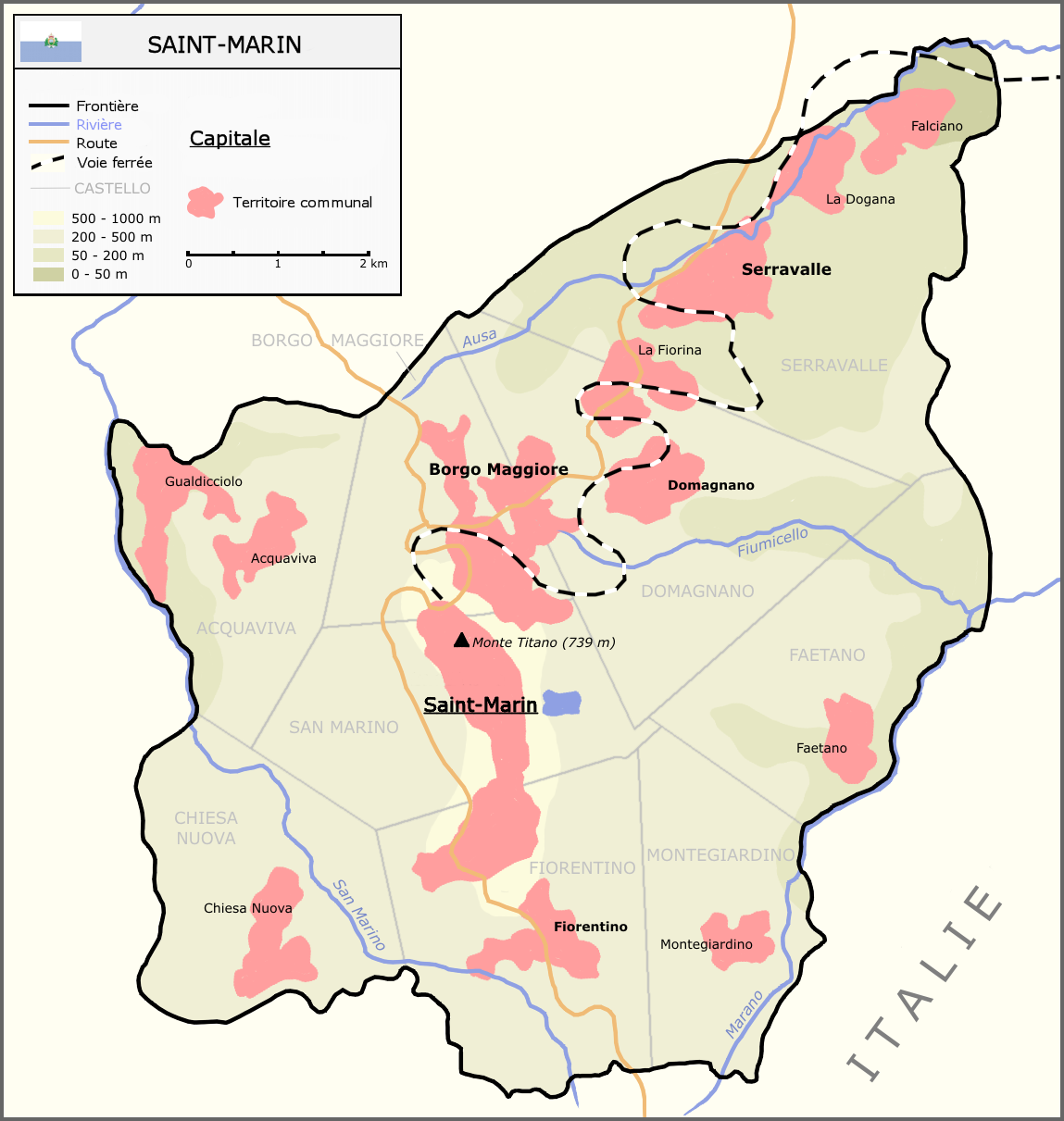
Carte de Saint-Marin

Voici une liste de points extrêmes de Saint-Marin.

## Latitude et longitude
- Nord : Serravalle (43° 59′ 30″ N, 12° 30′ 30″ E)
- Sud : Fiorentino (43° 53′ 45″ N, 12° 27′ 20″ E)
- Ouest : Acquaviva (43° 56′ 55″ N, 12° 24′ 30″ E)
- Est : Faetano (43° 56′ 30″ N, 12° 31′ 00″ E)

## Altitude
- Maximale : Mont Titano, 755 m
- Minimale : Torrente Ausa, 55 m